# Boulevard Pachéco
Le boulevard Pachéco (en néerlandais : Pachecolaan) est une artère importante de la ville de Bruxelles qui va du boulevard de Berlaimont au boulevard du Jardin botanique.

## Histoire
Ce boulevard a été construit au moment de la réalisation de la jonction Nord-Midi entre 1947 et 1952.
Le boulevard doit son nom à une ancienne rue Pachéco, qui elle doit son nom à Antoine Pacheco. En effet, la veuve de celui-ci, Isabelle des Marez, avait fait construire un hospice pour dame qui portait le nom de son époux décédé. Lors de la construction de boulevard, l'hospice avait déménagé plusieurs fois et disparu. Le premier hospice Pachéco, dans la rue du même nom avait été détruit en 1827 pour y construire le nouvel hôpital Saint-Jean. Ce dernier fut détruit lors des travaux de la jonction pour être construit à sa position actuelle un peu plus bas.

## Bâtiments
La boulevard Pachéco est bordé de nombreux bâtiments notamment : Cité administrative de l'État, le passage 44, la gare de Bruxelles-Congrès, ...